# Sympis
Sympis là một chi bướm đêm thuộc họ Erebidae.

## Loài
- Sympis ochreobasis Pachenstecher, 1900
- Sympis parkeri Lucas, 1894
- Sympis rufibasis Guenée, 1852